# Barnard (Vermont)
Barnard és una població dels Estats Units a l'estat de Vermont. Segons el cens del 2000 tenia 958 habitants.

## Demografia
Segons el cens del 2000, Barnard tenia 958 habitants, 383 habitatges, i 276 famílies. La densitat de població era de 7,6 habitants per km².
Dels 383 habitatges en un 29,2% hi vivien nens de menys de 18 anys, en un 61,4% hi vivien parelles casades, en un 6,8% dones solteres, i en un 27,7% no eren unitats familiars. En el 21,1% dels habitatges hi vivien persones soles el 5,7% de les quals corresponia a persones de 65 anys o més que vivien soles. El nombre mitjà de persones vivint en cada habitatge era de 2,5 i el nombre mitjà de persones que vivien en cada família era de 2,84.
Per edats la població es repartia de la següent manera: un 23,4% tenia menys de 18 anys, un 5,1% entre 18 i 24, un 26,4% entre 25 i 44, un 32% de 45 a 60 i un 13% 65 anys o més.
L'edat mediana era de 42 anys. Per cada 100 dones de 18 o més anys hi havia 97,8 homes.
La renda mediana per habitatge era de 45.787 $ i la renda mediana per família de 48.125 $. Els homes tenien una renda mediana de 29.485 $ mentre que les dones 25.385 $. La renda per capita de la població era de 25.354 $. Entorn del 4,7% de les famílies i el 6,3% de la població estaven per davall del llindar de pobresa.